# Супружеская чета
«Супружеская чета», другое название «Супружеская пара» (нем. Das Ehepaar) — повесть Франца Кафки, вышедшая в 1922 году и опубликованная посмертно издательством «Beim Bau der Chinesischen Mauer» (1931 г.). Она изображает процессы в купеческом бюджете и тесную связь старой супружеской пары.

## Сюжет
Эта история о бизнесмене, который находится в отчаянии. Ему становится скучно заниматься повседневными делами в офисе, и он решает лично связаться с некоторыми из своих клиентов. Один из них, Н. (в некоторых переводах — К.), — старик, с которым у него уже были личные и деловые контакты. Он встречает Н. у себя дома и замечает, каким хрупким он стал. Н. стар и болен, но всё ещё мыслит так же остро, как всегда, и не так восприимчив к деловому предложению, как надеялся рассказчик. Более того, в то время как жена Н. в возрасте, она бодра, жизнерадостна и защищает своего мужа. В какой-то момент кажется, что старик умер, но на самом деле он спит. Тревога, выраженная рассказчиком, только усиливает его собственные слабости, и жена покровительствует ему, когда он уходит один.

## Анализ текста и описание лиц
- Рассказчик

Он бизнесмен средних лет в нелюбимой профессии, которая его очень тяготит. В то же время ему неприятен и человеческий контакт с чужой семьёй. В нём узнаётся персонаж Грегор Замза из повести Кафки «Превращение». Но он должен нести бремя дальше, для него нет — хотя и рокового, но и «спасительного» — превращения. В конце концов, он ищет человеческую связь с миссис К., на которую она, однако, из полной концентрации на своём муже вообще не обращает на него внимания. Поэтому она небрежно отвергает его и ещё более отрицательно завершает неудачный визит.
- Купец К.

Хотя старый и немощный, он по-прежнему широкоплечий, статный мужчина. Он единственный из присутствующих мужчин, кому доступна забота женщины. И эта забота полностью в почти неловкой мере. Против него предстают рассказчик, конкурент и, во-первых, больной сын, почти евнух, отрезанный от женской благосклонности (а также от самоопределения). Старый купец, напротив, по-прежнему определяет деловые и семейные дела, укрепленные жизненной силой жены.
- Г-жа К.

Их жертвенная преданность принадлежит только супруге. Она приносит ему нагретую ночную рубашку, в то время как для себя она даже не находит времени снять дорожное платье. В этом, например, проявляется бездумная самоотдача, в которой, однако, она, очевидно, полностью удовлетворена. Для неё ничего не существует рядом с мужем, ни гостей, ни сына. Показательно, что перед больным сыном она демонстрирует полное невежество.
- Сын.

Его жизнь с родителями, и его болезнь делают его уступающим; нет и женщины, которая могла бы дать ему силу. Самоочевидность, с которой его комната, да ещё кровать используются для общего проживания, выражает пренебрежение к его частной жизни и всему его лицу. Отец всё больше и больше занимает область сына своими деловыми делами и даже в постели толкает сына в бок. Сын не выражает никакого нежелания. Именно он первым обнаруживает кажущуюся смерть отца (возможно, как желание) и который вспыхивает в «бесконечных рыданиях».

## Интерпретации
Симбиотический брачный союз между К. и его женой дает первому огромную силу, почти вторую жизнь. Для матери она кажется недостойной, но это, наверное, её предназначение. Рассказчик и сын находятся в сопоставимой ситуации. Сходство уже установлено одним и тем же возрастом. Оба игнорируются матерью, потому что она видит только отца. Рассказчик и его конкурент отмечены своими принудительными действиями; они действуют в бессмысленном колесе своего профессионального существования.
В целом, показана сцена, которая, по-видимому, является временным продлением семейной ситуации из «письма к отцу». Также чувствуются призывы к лицам из повести «Приговор», особенно в описании отца.
Образу супружеской пары противопоставляется латентная холостяцкая проблема. Но нельзя искать бесшовной связи между собственной жизнью Кафки в его семье и этим повествованием. Ведь и в «Письме» есть большие разногласия между этим литературным анализом жизни и реальностью.
Хотя ученые иногда отмечают, что Кафка изображает женщин как соблазнительные, разрушительные силы, эта история характеризует жену как верную и защищающую силу. Более того, женщина полностью поглощена браком, что является как преимуществом, так и помехой для жизни мужа. Критик Дагмар К. Лоренц комментирует: «В романах и рассказах Кафки в качестве предполагаемого или фактического источника мужской силы отсутствуют значки ранга и власти. Женская сила становится очевидной благодаря выживанию мужского характера. Статус, которого он достигает, — это ваше достижение. Ваша забота о нём — это, в конечном счете, забота предпринимателя о своём бизнесе».